# Däferner Sägmühle
Die Däferner Sägmühle ist eine abgegangene Einzelsiedlung bei Däfern, einem Ortsteil der Gemeinde Auenwald im baden-württembergischen Rems-Murr-Kreis. Von der ehemaligen Sägemühle ist noch der ausgetrocknete Mühlenweiher vorhanden.

## Lage
Die Sägemühle befand sich am Ufer des Däfernbachs in der Tänisklinge, einem kleinen Tal südöstlich von Däfern. An die Mühle erinnern noch der Flurname Sägmühle und das Sägmühlensträßle.

## Geschichte
Die Sägemühle wurde 1696 von Johannes Friesmer aus Däfern, Hans Zeller von Hohnweiler und Thomas Obermüller aus Lippoldsweiler gegründet.
Um 1830 bestand der Wohnplatz aus zwei Gebäuden und verfügte über einen aufgestauten Mühlenweiher. 1871 waren Mühle und Weiher noch vorhanden und wurden in der Beschreibung des Oberamts Backnang erwähnt. Ende des 19. Jahrhunderts wurde die Mühle während des so genannten „ersten Mühlensterbens“ aufgegeben und abgebrochen. Der Weiher ist in der Folgezeit ausgetrocknet. Es gibt neuerdings (2023) Bestrebungen von Bürgern Auenwalds, den Mühlenweiher wieder zu beleben.